# Антиливан
Антиливан или Джебел еш Шарки (на арабски: جبال لبنان الشرقية, Любна́н-эш-Шарки́я, или на арабски: الجبل الشرقي, Эш-Шарки) е планина в Сирия и Ливан. Наричана е още Сирион – от сидонците, Сенир – от аморейците (срв. Втор. 3:9; Пс. 29:6; Йез. 27:5) и дори Сион (Втор. 4:48). На нея е имало светилище на Ваал (Ваал-Хермон, Съд. 3:3). Тази планина е богата с гори и множество животни (срв. Ис. 40:13 – 16). Простира се от североизток на югозапад на протежение около 150 km. На северозапад дълбоката долина Бекаа я отделя от планината Ливан, а на  югоизток чрез по-ниските хребети Маалула и Шаркият ен Небк се спуска стъпаловидно към Сирийската пустиня. Максимална височина връх Хермон (Еш Шейх 2813 m), издигаш се в най-южната ѝ част в масива Хермон. Планината е образувана от млади тектонски движения и е изградена основно от варовици и пясъчници. От нея водят началото си две постоянни реки Йордан (влива се в Мъртво море) и Барада, протичаща през столицата Дамаск и губеща се в Сирийската пустиня. Годишната сума на валежите е от 400 до 750 mm. Покрита е предимно с полупустинна растителност, а по западните ѝ склонове и в долините на места се срещат малки горички от вечнозелени дъбове. През седловина висока 1355 m преминава шосейната магистрала от Бейрут за Дамаск.